# سوتريات
سوتريات (الاسم العلمي: Sutterella) هي جنس من البكتيريا، سلبية الغرام، تتبع فصيلة السوتراويات.